# Jan Węgrowski

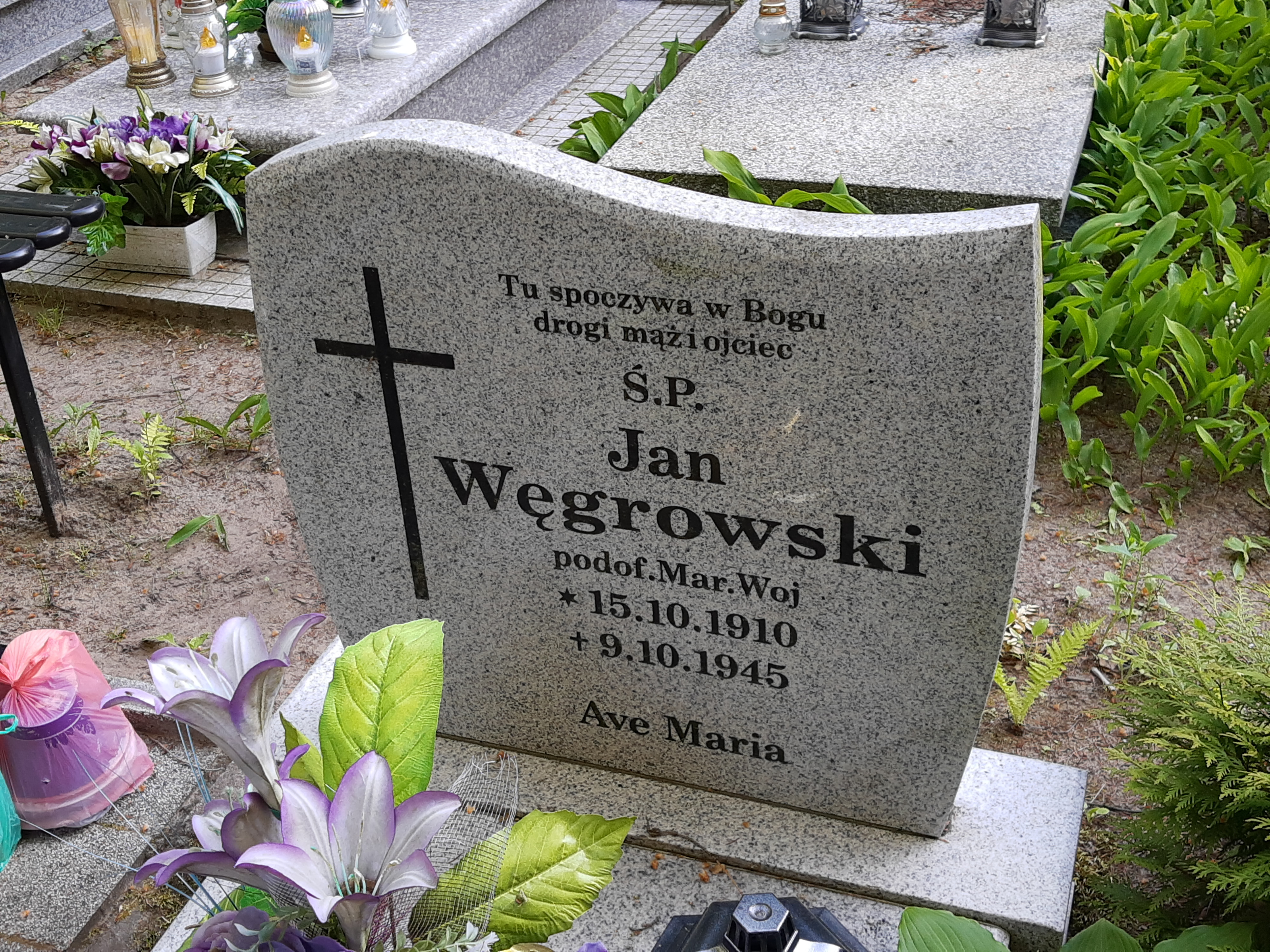
Grób Jana Węgrowskiego na cmentarzu Witomińskim

Jan Węgrowski (ur. 15 października 1910, zm. 9 października 1945 w Gdyni) – polski bokser, reprezentant Polski.

## Życiorys
Był zawodnikiem wagi ciężkiej, uprawiał pięściarstwo w klubach Flota Gdynia i Legia Warszawa. Uczestnicząc w mistrzostwach Polski w 1936, zdobył brązowy medal. W reprezentacji Polski wystąpił w 1938 roku, przegrywając swój pojedynek z Włochem Lazzari. Zaliczał się w drugiej połowie lat trzydziestych do czołowych pięściarzy kategorii ciężkiej w Polsce. 
Zmarł w 35 roku życia, zachorowawszy na tyfus. Pochowany na cmentarzu Witomińskim w Gdyni (kwatera 69-42-5).